# Atletisme als Jocs Olímpics d'Estiu de 1924 - 110 metres tanques masculins
Els 110 metres tanques masculins va ser una de les proves del programa d'atletisme disputades durant els Jocs Olímpics de París de 1924. La prova es va disputar el 8 i 9 de juliol de 1924 i hi van prendre part 31 atletes de 17 nacions diferents.

## Medallistes
| Or                  | Plata                 | Bronze                |
| Daniel Kinsey (USA) | Sydney Atkinson (RSA) | Sten Pettersson (SWE) |

## Rècords
Aquests eren els rècords del món i olímpic que hi havia abans de la celebració dels Jocs Olímpics de 1924.
| Rècord del Món | 14.8" | Earl Thomson | Anvers (BEL) | 18 agost 1920 |
| Rècord Olímpic | 14.8" | Earl Thomson | Anvers (BEL) | 18 agost 1920 |

## Resultats

### Sèries
Totes les sèries es van disputar el dimarts 8 de juliol de 1924. Els dos millors de cada sèrie passaven a semifinal.
Sèrie 1
| Posició | Atleta                  | Temps | Qual. |
| ------- | ----------------------- | ----- | ----- |
| 1       | George Guthrie (USA)    | 15.8  | Q     |
| 2       | Otakar Jandera (TCH)    | 16.0  | Q     |
| 3       | Leopold Partridge (GBR) |       |       |
| 4       | Lau Spel (NED)          |       |       |
| 5       | Tibor Püspöki (HUN)     |       |       |
| 6       | Alberto Byington (BRA)  |       |       |

Sèrie 2
| Posició | Atleta                   | Temps | Qual. |
| ------- | ------------------------ | ----- | ----- |
| 1       | Sten Pettersson (SWE)    | 15.6  | Q     |
| 2       | Eric Harrison (GBR)      |       | Q     |
| 3       | Alfredo Ugarte (CHI)     |       |       |
| 4       | Guillermo Newberry (ARG) |       | DNF   |

Sèrie 3
| Posició | Atleta                  | Temps | Qual. |
| ------- | ----------------------- | ----- | ----- |
| 1       | Fred Gaby (GBR)         | 15.6  | Q     |
| 2       | Oscar van Rappard (NED) |       | Q     |
| 3       | Victor Moriaud (SUI)    |       |       |
| 4       | Warren Montabone (CAN)  |       |       |

Sèrie 4
| Posició | Atleta              | Temps | Qual. |
| ------- | ------------------- | ----- | ----- |
| 1       | Henri Thorsen (DEN) | 16.0  | Q     |
| 2       | Willi Moser (SUI)   |       | Q     |
| —       | Henri Bernard (FRA) | DNF   |       |

Sèrie 5
| Posició | Atleta                 | Temps | Qual. |
| ------- | ---------------------- | ----- | ----- |
| 1       | Daniel Kinsey (USA)    | 15.4  | Q     |
| 2       | Gabriel Sempé (FRA)    | 15.6  | Q     |
| 3       | Sydney Pierce (CAN)    | 16.2  |       |
| 4       | Ioannis Talianos (GRE) | 16.3  |       |
| 5       | C. K. Lakshmanan (IND) | 16.4  |       |

Sèrie 6
| Posició | Atleta                         | Temps | Qual. |
| ------- | ------------------------------ | ----- | ----- |
| 1       | Carl-Axel Christiernsson (SWE) | 15.6  | Q     |
| 2       | Gilbert Allart (FRA)           | 16.2  | Q     |
| 3       | Louis Lundgren (DEN)           |       |       |

Sèrie 7
| Posició | Atleta              | Temps | Qual. |
| ------- | ------------------- | ----- | ----- |
| 1       | Pitch Johnson (USA) | 16.6  | Q     |

Sèrie 8
| Posició | Atleta                    | Temps | Qual. |
| ------- | ------------------------- | ----- | ----- |
| 1       | Sydney Atkinson (RSA)     | 15.2  | Q     |
| 2       | Karl Anderson (USA)       | 15.4  | Q     |
| 3       | David Burghley (GBR)      |       |       |
| 4       | László Muskát (HUN)       |       |       |
| 5       | Francisco Contreras (MEX) |       |       |

### Semifinals
Totes les semifinals es van disputar el dimarts 8 de juliol de 1924. Els dos millors de cada semifinal passen a la final.
Semifinal 1
| Posició | Atleta                  | Temps | Qual. |
| ------- | ----------------------- | ----- | ----- |
| 1       | Daniel Kinsey (USA)     | 15.4  | Q     |
| 2       | Sten Pettersson (SWE)   | 15.6  | Q     |
| 3       | Pitch Johnson (USA)     | 15.8  |       |
| 4       | Oscar van Rappard (NED) |       |       |
| 5       | Gilbert Allart (FRA)    | 16.2  |       |

Semifinal 2
| Posició | Atleta                         | Temps | Qual. |
| ------- | ------------------------------ | ----- | ----- |
| 1       | Carl-Axel Christiernsson (SWE) | 15.4  | Q     |
| 2       | Karl Anderson (USA)            | 15.4  | Q     |
| 3       | Fred Gaby (GBR)                | 15.7  |       |
| 4       | Otakar Jandera (TCH)           |       |       |
| 5       | Willi Moser (SUI)              | 16.1  |       |

Semifinal 3
| Posició | Atleta                | Temps | Qual. |
| ------- | --------------------- | ----- | ----- |
| 1       | George Guthrie (USA)  | 15.2  | Q     |
| 2       | Sydney Atkinson (RSA) | 15.2  | Q     |
| 3       | Gabriel Sempé (FRA)   | 15.3  |       |
| 4       | Eric Harrison (GBR)   | 15.7  |       |
| 5       | Henri Thorsen (DEN)   | 15.7  |       |

### Final
La final es va disputar el dimecres 9 de juliol de 1924. George Guthrie finalitzà tercer, però fou desqualifica per haver tirat tres tanques, una cosa no permesa per les normes del moment.
| Posició | Atleta                         | Temps |
| ------- | ------------------------------ | ----- |
| 1       | Daniel Kinsey (USA)            | 15.0  |
| 2       | Sydney Atkinson (RSA)          | 15.0  |
| 3       | Sten Pettersson (SWE)          | 15.4  |
| 4       | Carl-Axel Christiernsson (SWE) | 15.5  |
| 5       | Karl Anderson (USA)            |       |
| —       | George Guthrie (USA)           | DSQ   |